# Национальный университет Колумбии
Национальный Университет Колумбии (исп. Universidad Nacional de Colombia), также UNAL или UN — ведущий университет Колумбии, представляющий все сферы образования в этой стране.
Основан 22 сентября 1867 года. Изначально назывался Национальный Университет Соединенных Штатов Колумбии. UNAL — государственный университет, состоящий из 9 филиалов распределённых по территории страны. Главный кампус занимает более миллиона м2 и находится в Боготе — здесь обучаются более половины студентов UNAL.
Университет имеет широкий выбор программ, а именно: медицина, инженерия, право, стоматология, химия, фармацевтика, математика, физика, общественные науки, искусства, философия и др. UNAL лидирует по количеству выпускников в Колумбии и претендует на роль ведущего исследовательского центра и главного образовательного учреждения страны.
На фасаде главной аудитории Университета, названной в честь известного поэта Леона де Грейффа, изображен Че Гевара. Поэтому центральная площадь перед аудиторией известна как «Площадь Че», хотя её официальное название — «Площадь Франсиско де Паула Сантандер».
Национальный Университет Колумбии автономен, не зависит от министерства образования. Также университет имеет национальный общественный статус. Его цель — развитие качественного и доступного образования, а также проведение научно-исследовательской деятельности, представляющей государственный интерес.
Кампус Национального Университета Колумбии в Боготе также известен как Университетский Город (исп. Ciudad Universitaria) или Белый Город (исп. Ciudad Blanca). Данный кампус имеет обширные зеленые зоны и открытые пространства, расположен в центре Боготы, на северо-западе от исторического центра города. На территории кампуса расположены архитектурные объекты представляющие собой более 60 лет истории колумбийской архитектуры. 17 из данных объектов признаны Национальными Памятниками.
В состав университета входит Национальная астрономическая обсерватория Колумбии.
В рейтинге SCImago SIR Iber 2020 Национальный Университет Колумбии занимает 1-е место в стране и 14-е место в Латинской Америке.

## Факультеты филиала Боготы
- Искусства
- Точные Науки
- Агрономия
- Экономика
- Гуманитарные Науки
- Юриспруденция, Политические и Общественные Науки
- Медицина
- Высшее Медсестринское Образование
- Инженерия
- Ветеринария и Зоотехния
- Стоматология

## Факультеты филиала Медельина
- Архитектура
- Точные Науки
- Сельскохозяйственные Науки
- Гуманитарные и Экономические Науки
- Горное Дело

## Факультеты других филиалов

### Манизалес
- Инженерия и Архитектура
- Точные и Естественные Науки
- Управление

### Пальмира
- Сельскохозяйственные Науки
- Инженерия и Управление

Другие филиалы: Амазония, Карибы (о. Сан Андрес), Оринокия (Араука), Тумако, Ла-Пас (Сесар)